# Атакаміт
Атакаміт – мінерал класу галогенідів, гідроксилхлорид міді. 

## Етимологія та історія
Названий на честь південноамериканської пустелі Атакама, де був уперше знайдений наприкінці 18 століття. Назву запропонував у 1801 році Дмитро Голіцин (Dmitri de Gallitzin), утворивши її від відповідного топоніму. За іншими даними, цю назву вперше запропонував Йохан Фрідріх Блюменбах (Johann Friedrich Blumenbach) у 1802 році. До того мінерал називали "мідний пісок", "зелений пісок з Перу", "мідний соляний пісок" тощо.

## Склад і властивості
Хімічна формула: [Cu2Cl(OH)3]. Містить (%): Cu – 59,51; O – 22,47; Cl – 16,60; H – 1,48.
Сингонія ромбічна.
Зустрічається у вигляді агрегатів тонких кристалів, волокнистих або зернистих агрегатів.
Густина 3,76 - 3,78 г/см3.
Твердість 3 - 3,5.
Колір трав'янисто зелений.
Блиск алмазний, скляний. Прозорий до напівпрозорого.
Риса яблучно-зелена.
Злом раковистий.
Зустрічається в аридних областях як гіпергенний мінерал зони окиснення мідних родовищ. Другорядна руда міді. Є досить рідкісним мінералом, оскільки умови його утворення досить специфічні: окиснення, зазвичай, сульфідних мінералів міді у посушливому пустельному кліматі та, можливо, десублімація із вулканічних викидів у фумаролах.
Розрізняють:
- атакаміт бромистий — основний бромід міді координаційної будови — Cu2(OH)3Br. Можливо диморфний з атакамітом. Штучна сполука.

Раніше порошок атакаміту завдяки його адсорбуючим властивостям використовували в комерційних цілях у якості порошку для висихання чорнил під час писання пером, для чого його імпортували з Чилі.
Атакаміт може мати біогенне походження – кристалічна форма цього мінералу є головною складовою щелеп багатощетинкових червів роду Glycera, завдяки чому вони надзвичайно стійк до стирання (існує також версія, що мідь може слугувати каталізатором для дії отрути цих поліхет).